# Actenoides princeps
Actenoides princeps là một loài chim trong họ Alcedinidae.